# 深井英五
深井 英五（ふかい えいご、明治4年11月20日（1871年12月31日） - 昭和20年（1945年）10月21日）は、日本の銀行家・経済学者・著作家。第13代日本銀行総裁・貴族院議員。群馬県高崎市出身。歴代日銀総裁でもっとも経済理論に精通し、金融恐慌時は副総裁として井上準之助をサポートし、昭和恐慌時は高橋是清蔵相と協調し、日本経済を救った立役者として知られている。

## 生涯・人物

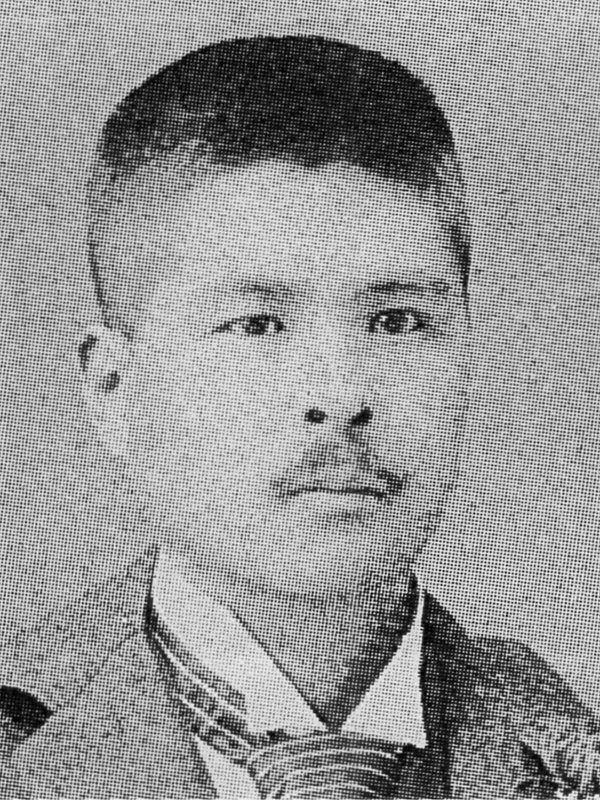
青年時代の深井英五

明治4年（1871年）旧高崎藩士深井景忠・ゆひ夫妻の五男として高崎市柳川町に生まれる。小学校時代から英語を学ぶため高崎基督教会の牧師星野光多の門に入り、その感化を受け基督教徒となる。経済的に恵まれず中学校進学を断念。そんな中、新島襄が外遊中にブラウン夫人から託された奨学金の受給者に選ばれ、明治19年（1886年）に晴れて同志社英学校普通科に入学する。同志社在学中は抜群の成績で特に語学力は群を抜いていたという。
明治24年（1891年）同志社卒業。同年、同志社の恩師金森通倫の紹介により、普及福音教会の経営する新教神学校に入学するが、徐々に信仰を失い、1年半で退学。國民新聞に入っていた同志社の同級平田久から、徳富蘇峰に紹介される。明治26年は民友社から外国新刊書の要領を毎月一冊ずつ出版して生計を立てた。
明治26年末、蘇峰が主宰する国民新聞社及び民友社の社員となるも記者としてよりは、変わり種として進路を拓かせようとの蘇峰の好意によるものであり、政治法律等の研究を続ける。仏人宣教師のリニヨールについて仏語及びスコラ哲学を学んだほか、国際法の研究に打ち込み、その成果としてのちに(明治34年)ウエストレーキの国際法に関する著作を翻訳し我国条約改正の歴史を付加して「国際法要論」として出版する。明治29年2月『The Far East』（英文版『国民之友』）が創刊されその編集を任される。
日清戦争中は川上操六参謀次長の信任を得て一時、大本営嘱托を務めた。明治29年の春から30年の夏に掛け、蘇峰の欧米巡遊に随行、ロンドンタイムスの編集次長キャツパーの知遇を得る。『The Far East』は明治31年廃刊となり、國民新聞外報部長となるがやがて退社し明治33年、蘇峰の推薦で大蔵大臣・松方正義の秘書官に転じるが、3ヵ月後に松方の大臣辞任により失職する。
1年間の浪人生活を経て松方の推薦により明治34年（1901年）、日本銀行に入行する。明治35年春から秋に掛け、松方公の欧米巡遊に同行。明治37年（1904年）2月から同40年（1907年）5月まで、数度の帰国を挟み、副総裁・高橋是清の外債募集のための海外出張に同行した。調査役、秘書役、外事部主事を経て大正2年には国債局長となっていたが、本流を外れており、業務の本流に参与出来ずば辞職したいと申し出る。これを受け、大正3年、営業局長（深井の前任者が小野英二郎）となり、理事などを経て昭和3年（1928年）、副総裁に昇格する。
この頃から金本位制に懐疑的となり、金解禁には慎重であったが、昭和5年の井上蔵相による金解禁には「世論が大体解禁要望に一致し、政府が断行に邁進することとなった上は、その達成に最善を尽くすのが当然」として賛成し協力した。しかし昭和恐慌を招くこととなり、英国の金本位制再離脱もあり、金本位制離脱の必要を深く認識、昭和6年12月の犬養内閣組閣当日、髙橋蔵相に即時の金輸再禁止と金兌換停止を提言、高橋は金輸再禁止にはすぐに同意するも兌換停止には逡巡したが深井が押し切り、緊急勅令による兌換停止を実現した。
金解禁については「結果から見れば徒に巨額の正貨を失ったので、まことに遺憾である。」と振り返っている。また、金解禁による資金不足を補充するため、日銀による国債の買入れを進めるが、髙橋蔵相はこれをさらに進め、史上初の新規発行国債の日銀引き受けを提言、これ対し「一石3鳥の妙手」として激賞して賛同するなど、髙橋と二人三脚でデフレ脱却を進め、世界で最初に大恐慌からの脱出に成功した。
昭和10年（1935年）、第13代総裁に就任。昭和7年（1932年）に金輸出再禁止政策が採られ管理通貨制度に移行したことにより国内でインフレが進行する中、円滑な金融政策の実行に努める。昭和11年（1936年）に勃発した二・二六事件後の金融界の動揺も巧みな舵取りによって抑えた。しかし、昭和12年（1937年）の軍事費増大による赤字国債増発に抗しきれず辞職。貴族院議員を経て枢密顧問官となり、昭和20年（1945年）8月15日の枢密院の会議には病躯を押して出席して、日本の敗戦を見届けた。
1945年10月21日、老衰のため東京都世田谷区の自宅にて死去。墓所は青山霊園1-イ-10-13。
著書『回顧七十年』は日銀での幹部行員の教材にもなっている。また『通貨調節論』、『金本位制離脱後の通貨政策』といった著作を残し、通貨問題の最高権威となった。

## 家族関係
妻はるは北信政財界の第一人者として知られた小坂善之助の次女にあたる。
故に善之助の長男で政治家・実業家として活躍した小坂順造は深井の義兄にあたる。また順造の三男ではるの甥にあたる小坂徳三郎は三井十一家の一つである本村町家2代目・三井弁蔵の長女と結婚したので、深井家は小坂家を通じて三井財閥の創業者一族である三井家と姻戚関係で結ばれているといえる。
深井英五・はる夫妻の長女・結子は日本を代表する天文学者・萩原雄祐に嫁いだ。萩原雄祐・結子夫妻は3男1女をもうけたが、雄祐の次男・道雄は深井の養嗣子となり、日銀勤務を経て日本長期信用銀行の監査役を務めた。また、日本テレビ放送網社長や日本テレビフットボールクラブ（Jリーグ・東京ヴェルディの運営会社）会長兼社長等を歴任した萩原敏雄は雄祐の三男で深井の孫にあたる。なおよみうりテレビの萩原章嘉と札幌テレビ放送社員（元アナウンサー）の萩原隆雄は深井の曾孫である。

## 年譜

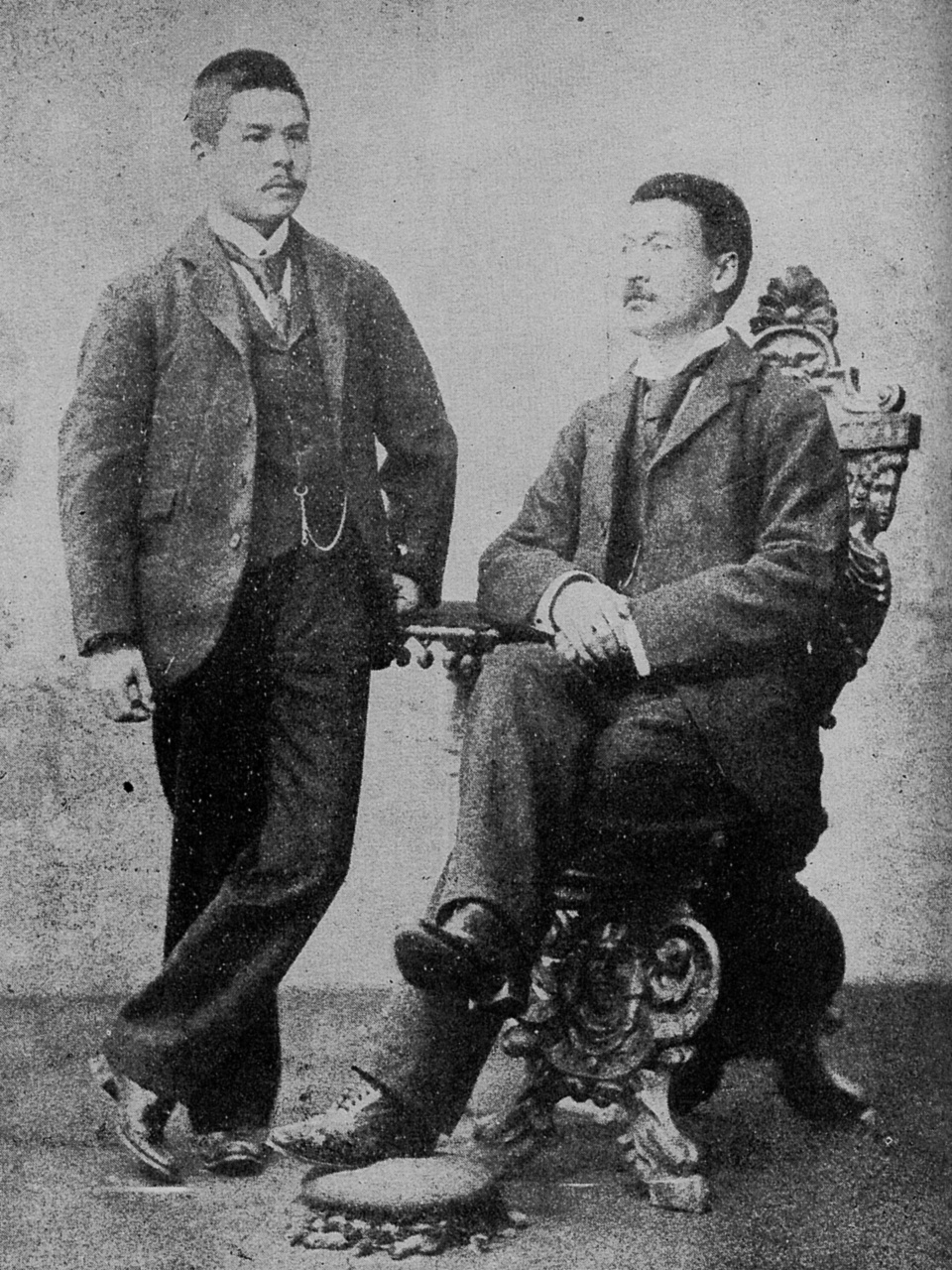
外遊中の深井英五（左）と徳富蘇峰（右）

- 明治24年（1891年）　同志社普通学校（現：同志社大学）を卒業し、国民新聞社に入社
- 明治27年（1894年）　日清戦争に従軍記者として参加。帰国後外報部長に昇進
- 明治29年（1896年）　徳富蘇峰とともに海外視察の旅に出る
- 明治33年（1900年）　松方正義に請われ、大蔵大臣秘書官となる
- 明治34年（1901年）　蘇峰と松方の斡旋により日本銀行調査役となる
- 明治35年（1902年）　松方公の欧米巡遊に随行
- 明治37年（1904年）〜明治40年　高橋是清副総裁の日露戦争外債募集に随行。唯一の随行者であった。
- 大正02年（1913年）　日本銀行営業局長に就任
- 大正07年（1918年）　日本銀行理事に就任
- 大正13年（1924年）　東京ロータリークラブ会長に就任[10]
- 昭和03年（1928年）　日本銀行副総裁に昇進
- 昭和10年（1935年）　日本銀行総裁に就任。しかし、直後に二・二六事件が発生し、後見人の高橋是清が殺害されたため辞任
- 昭和12年（1937年）　1月12日、貴族院議員となる[11]（-1938年12月9日[12]、研究会所属[1]）。
- 昭和13年（1938年）　枢密顧問官に就任

## 栄典
位階

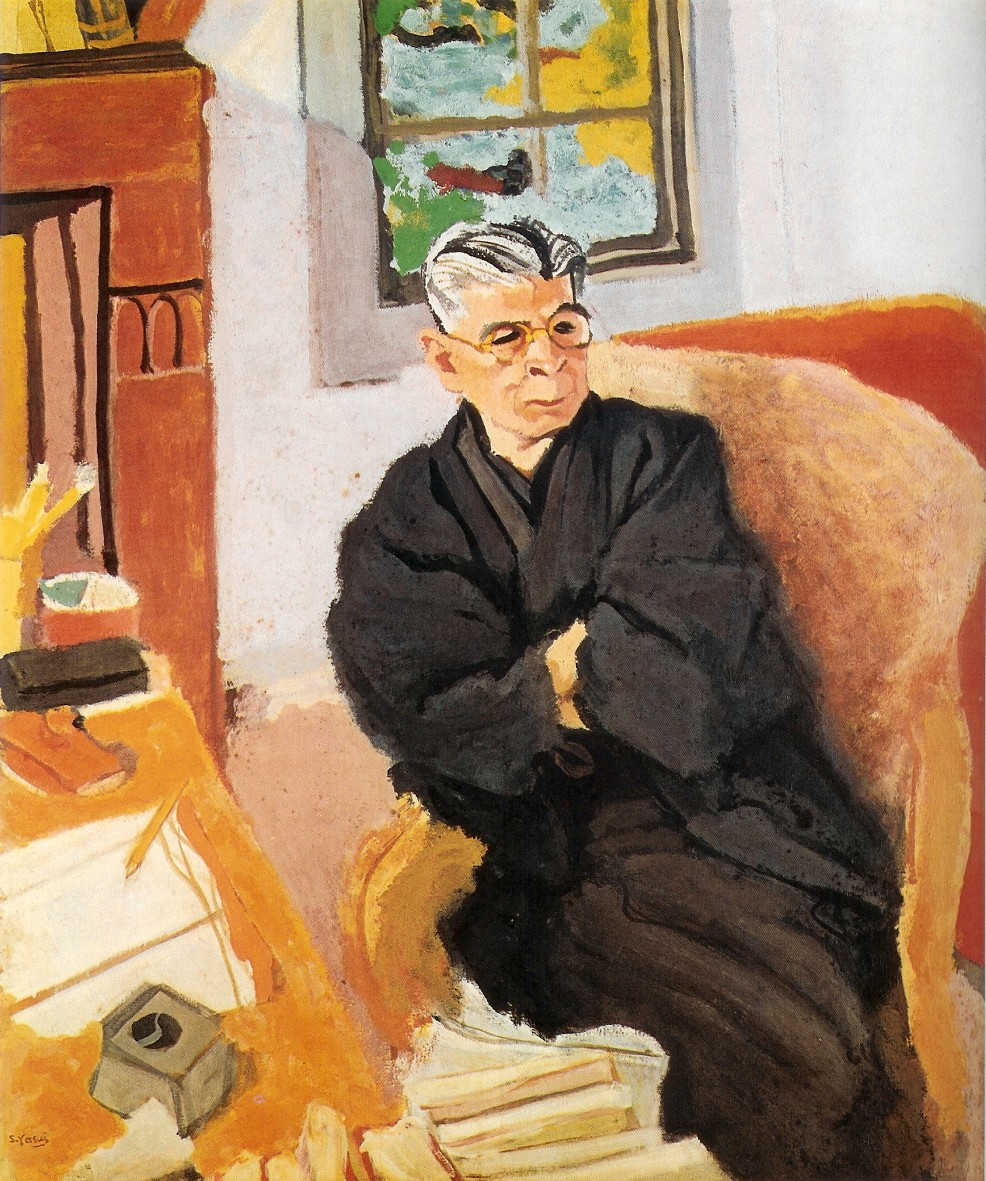
安井曾太郎筆『深井英五氏像』（東京国立博物館所蔵）

- 1900年（明治33年）10月24日 - 従六位[13]
- 1929年（昭和4年）7月15日 - 従五位[13]
- 1938年（昭和13年）12月15日 - 正四位[13]
- 1940年（昭和15年）12月28日 - 従三位[13]
- 1944年（昭和19年）1月15日 - 正三位[13]

勲章等
- 1906年（明治39年）4月1日 - 勲五等双光旭日章[13][14]
- 1911年（明治44年）8月24日 - 金杯一組[15]
- 1916年（大正5年）4月1日 - 勲四等瑞宝章[13]
- 1920年（大正9年）9月7日 - 勲三等旭日中綬章[13][16]
- 1924年（大正13年）5月31日 - 金杯一組[13]
- 1929年（昭和4年）3月4日 - 勲二等瑞宝章[13]
- 1931年（昭和6年）5月1日 - 帝都復興記念章[13]
- 1934年（昭和9年）4月29日 - 旭日重光章[13]
- 1940年（昭和15年）
  - 4月29日 - 銀杯一組[13]
  - 8月15日 - 紀元二千六百年祝典記念章[13][17]
- 1943年（昭和18年）1月15日 - 勲一等瑞宝章[13]

外国勲章佩用允許
- 1919年（大正8年）8月2日 - 支那共和国：三等宝光嘉禾章[13]
- 1940年（昭和15年）5月30日 - 満州帝国：勲二位景雲章[13]
- 1941年（昭和16年）12月9日 -  満州帝国：建国神廟創建記念章[13]

## 主な著書
- 『通貨調節論』 日本評論社、1928年
- 『通貨問題としての金解禁』 日本評論社、1929年
- 『金本位制離脱後の通貨政策』 千倉書房、1938年
- 『人物と思想』 日本評論社、1939年
- 『回顧七十年』 岩波書店、1941年、復刊1984年、1998年。オンデマンド版2014年
- 『枢密院重要議事覚書』 岩波書店、1953年、復刊1967年、1982年
- 『日本銀行・通貨調節・公益性』 書肆心水、2024年。新編版